# La Mancha lovagja (film)
A La Mancha lovagja (eredeti cím: Man of La Mancha) 1972-ben bemutatott amerikai-olasz musical, filmdráma, melynek főszereplői Peter O’Toole, James Coco és Sophia Loren. A forgatókönyvet Miguel de Cervantes regénye nyomán Dale Wasserman írta, a filmet Arthur Hiller rendezte. A zenéjét Mich Leigh és Laurence Rosenthal szerezte. A United Artists készítette és forgalmazta. A film a hasonló című, 1965. november 22-én bemutatott musical adaptációja.
Az Amerikai Egyesült Államokban 1972. december 11-én mutatták be.
Arthur Hiller nemcsak a rendezője, hanem egyik producere is volt a 12 000 000 dollár költségvetésű filmnek.
Magyarországon feliratosan 1974. június 27-én került a mozikba. A szinkron a Magyar Televízió megbízásából 1979-ben készült. A főszereplők szinkronhangjai: Haumann Péter, Pálos Zsuzsa és Szabó Gyula voltak. A 2005-ben megjelent DVD változat csak magyar felirattal került a boltokba.

## Cselekmény
Miguel de Cervantes előadóművész, és éppen egy színdarabot ad elő a városban, aminek a kellős közepén letartóztatják. A vád eretnekség, és egy mélyen fekvő börtönbe zárják. Szerencséjére vele van elkötelezett inasa is, aki segédkezni szokott neki az előadásokon. Míg az ítéletre várakoznak, a többi rab kikezdi őket, és bíróság elé állítják Cervantest, mondván hogy silány, vacak trubadúr. Cervantes védekezésbe kezd, és elkezd mesélni egy történetet, melynek szereplői Don Quijote, Sancho Panza és Dulcinea.

## Szereplők
| Szerep                                             | Színész           | Magyar hang                     | Magyar hang                    |
| Szerep                                             | Színész           | 1. magyar szinkron (MTV1, 1979) | 2. magyar szinkron (MGM, 2006) |
| -------------------------------------------------- | ----------------- | ------------------------------- | ------------------------------ |
| Miguel de Cervantes / Alonso Quijana / Don Quijote | Peter O’Toole     | Haumann Péter                   | Tarján Péter                   |
| Cervantes inasa / Sancho Panza                     | James Coco        | Szabó Gyula                     | Háda János                     |
| Aldonza / Dulcinea                                 | Sophia Loren      | Pálos Zsuzsa                    | Szórádi Erika                  |
| Kormányzó / Kocsmáros                              | Harry Andrews     | Simon György                    | ?                              |
| Herceg / Dr. Sanson Carrasco                       | John Castle       | Perlaki István                  | ?                              |
| Pedro                                              | Brian Blessed     | Bárány Frigyes                  | ?                              |
| Lelkész                                            | Ian Richardson    | Pathó István                    | ?                              |
| Antonia Quijana                                    | Julie Gregg       | ?                               | Törtei Tünde                   |
| Házvezetőnő                                        | Rosalie Crutchley | ?                               | ?                              |
| Borbély                                            | Gino Conforti     | Verebély Iván                   | ?                              |
| Az őrség parancsnoka                               | Marne Maitland    | ?                               | ?                              |
| Maria a kocsmáros felesége                         | Dorothy Sinclair  | ?                               | ?                              |
| Fermina                                            | Miriam Acevedo    | ?                               | ?                              |

További magyar hangok (2. magyar szinkronban): Breyer Zoltán, Hanyecz Róbert, Kiss Csaba, Medgyesfalvy Sándor, Pálfai Péter, Szokoli József, Vári Attila

## Fogadtatás
A Rotten Tomatoeson 50% a kritikusok szerint, 12 kritika alapján. A felhasználók szerint 71%, 5565 szavazat alapján. Az IMDb-n  6,6/10, 2977 szavazat alapján.

## Egyéb adatok
- Peter O’Tole énekhangját (Simon Gilbert(wd)) operaénekessel helyettesítették, Sophia Loren maga énekelte fel a betétdalokat.
- A Dulcinea név jelentése: „Édesem”.
- Kirk Douglas is jelölt volt a főszerepre.

## Részlet a filmből
Don Quijote éneke Dulcineának:
- Ó, szépséges leány, szűzek virága, nem merem sokáig orcádat szemlélni, mivel megvakítana szépsége.
- Az egekbe látok, hogyha rád tekintek, minden álmom, vágyam Dulcinea.

## Televíziós megjelenések
- 1. magyar szinkron: MTV-1 / TV-1, Duna
- 2. magyar szinkron: MGM